# Anomocentris capnoxutha
Anomocentris capnoxutha är en fjärilsart som beskrevs av Turner 1939. Anomocentris capnoxutha ingår i släktet Anomocentris och familjen mätare. Inga underarter finns listade i Catalogue of Life.